# Denis Wiktorowitsch Sacharow
Denis Wiktorowitsch Sacharow (russisch Денис Викторович Захаров; * 17. April 1984 in Leningrad) ist ein russischer Handballspieler. Er hat eine Körperlänge von zwei Metern und spielt im rechten Rückraum.

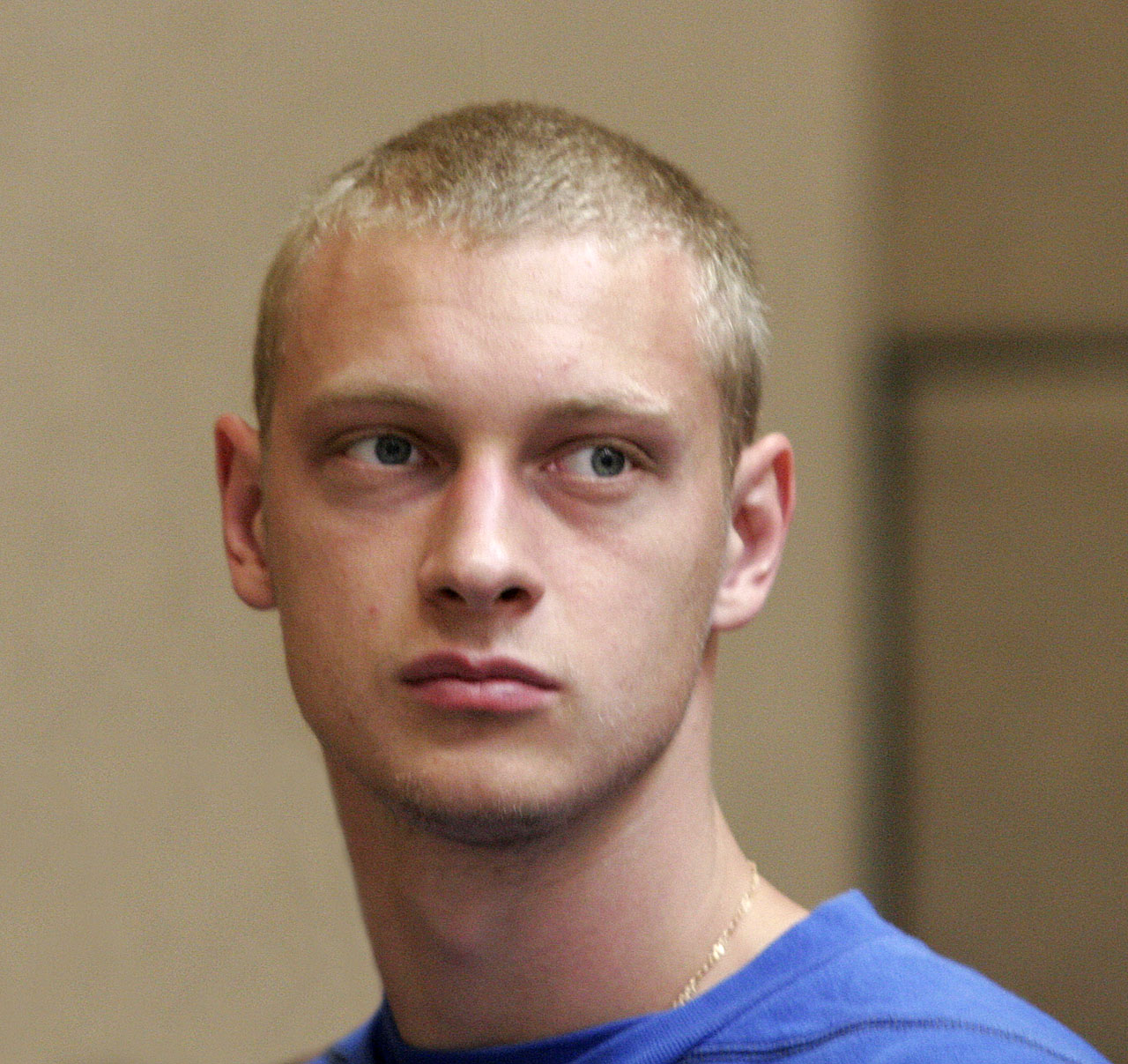
Denis Sacharow

Denis Sacharow begann in der Sportschule Sankt Petersburg mit dem Handballspiel, bevor er dann beim angeschlossenen Erstligaverein GK Newa St. Petersburg (russisch «Степан Разин-Нева», „Stepan Rasin – Newa“) seinen ersten Profivertrag unterschrieb. Mit starken Leistungen empfahl er sich für die russische Männer-Handballnationalmannschaft, als er jedoch einen Wechsel zum russischen Serienmeister Medwedi Tschechow ablehnte, verspielte er diese Chance (der russische Nationaltrainer Wladimir Maximow trainiert gleichzeitig auch Medwedi Tschechow). Anfang 2006 interessierte sich dafür der VfL Gummersbach für den Spieler. Zuerst war von einem Wechsel im Sommer 2006 die Rede, Sacharow wechselte dann aber schon im Winter zu den Oberbergischen. In der Rückrunde 2006 stand er noch im Schatten von Kyung-Shin Yoon und warf in 11 Spielen nur 9 Tore. Im Sommer 2006 zog sich Sacharow einen Achillessehnenriss zu, sodass er die komplette Saison 2006/07 ausfiel. Auch in der Saison 2007/08 kam er kaum zum Zuge, sodass er im Sommer 2008 zum Aufsteiger TSV Dormagen wechselte, den er nach nur einer Saison wieder verließ. In der Saison 2009/10 spielte er für den israelischen Verein Hapoel Rischon LeZion.